# Isla León Echado
Isla León Echado är en ö i Mexiko. Den ligger i Californiaviken i delstaten Sonora, i den nordvästra delen av landet. Ön är en turistattraktion i området då terrängen på ön bildar ett valv och utflykter till ön kan göras med kajak. Ön Isla El Pastel ligger mycket nära. 
Namnet León Echado betyder Liggande lejon.